# The Song Remains Insane
The Song Remains Insane è un album dal vivo del gruppo alternative metal Soulfly, pubblicato nel 2005 in formato DVD. Il titolo è un evidente citazione del famoso album dei Led Zeppelin The Song Remains the Same.

## Tracce
Live
1. Prophecy – 3:09 (Cavalera)
2. Eye for an Eye – 3:41 (Cavalera)
3. Living Sacrifice – 5:14 (Cavalera)
4. Bring It – 4:35 (Cavalera)
5. Refuse/Resist – 3:09 (Sepultura)
6. Execution Style – 2:22 (Cavalera)
7. Seek 'n' Strike – 4:11 (Cavalera)
8. Roots Bloody Roots – 3:30 (Sepultura)

Music Videos
1. Bleed – 4:17 (Cavalera, Durst, DJ Lethal)
2. Back to the Primitive – 4:26 (Cavalera)
3. Seek 'n' Strike – 3:54 (Cavalera)
4. Prophecy – 3:24 (Cavalera)

Bonus Performance Clips
1. Attitude – 4:57 (Sepultura)
2. First Commandment – 5:06 (Cavalera, Moreno)
3. No Hope = No Fear – 4:17 (Cavalera)

Bonus Audio Track
1. Blow Away (Ruff mix) – 13:21 (Cavalera)

## Formazione
- Max Cavalera - voce, chitarra
- Marc Rizzo - chitarra
- Bobby Burns - basso
- Joe Nunez - batteria